# Tubificoides longipenis
Tubificoides longipenis är en ringmaskart som först beskrevs av Brinkhurst 1965.  Tubificoides longipenis ingår i släktet Tubificoides och familjen glattmaskar. Inga underarter finns listade i Catalogue of Life.